# Joseph Folliet
Pour les articles homonymes, voir Folliet.
Joseph Folliet, aussi connu sous le pseudonyme de Frère Genièvre, né le 27 novembre 1903 à Lyon et mort le 13 novembre 1972 à Limonest, est un prêtre, militant catholique, sociologue et écrivain français, cofondateur des Compagnons de Saint François et fondateur de La Vie catholique illustrée.

## Biographie
Joseph Folliet est né en 1903, dans le quartier de la Croix-Rousse, à Lyon. Il est l’unique enfant d’une famille de la petite bourgeoisie, foncièrement catholique. Il effectue ses études à Sainte-Marie Lyon (les Maristes). Son père, canut devenu fabricant de soierie, aimerait voir son fils lui succéder. À 20 ans, Joseph est reçu premier à l'École de tissage.
Il rencontre Marius Gonin, fondateur de la Chronique sociale de France et l'un des promoteurs des Semaines sociales de France, qui l'initie à l'apostolat et à l’action sociale. La politique l'attire également : Folliet adhère à la Ligue de la jeune République du démocrate-chrétien Marc Sangnier. Il y noue de fortes amitiés et y fait ses premiers pas de journaliste. Il fréquente le père Laurent Remillieux, prêtre lyonnais dont les expériences liturgiques et communautaires préparent le IIe concile œcuménique du Vatican.
Lors d'un voyage à Assise, Folliet découvre le message franciscain et fonde en 1927 Les Compagnons de Saint François, mouvement de jeunesse œuvrant pour la paix et l’amitié entre les peuples, dans la ligne de Sangnier. Il y révèle ses qualités d’animateur et de chansonnier, qu’il met au service des mouvements de jeunesse catholiques naissants, la Jeunesse ouvrière chrétienne (JOC), la Jeunesse étudiante chrétienne (JEC) et la Jeunesse agricole chrétienne (JAC). Il livre son expérience de la route et du plein air dans un maître livre, La Spiritualité de la Route, qui rencontre un large public.
Folliet souhaite devenir prêtre, mais Mgr Verdier, supérieur du séminaire de l'Institut catholique, le persuade qu’il rendra de meilleurs services dans la vie laïque. Folliet effectue alors son service militaire en Tunisie, où il se sensibilise aux questions posées par la colonisation, auxquelles il consacrera deux thèses de doctorat.
Ce chrétien engagé, qui hésite entre plusieurs voies, entre en journalisme à l’appel du dominicain Bernadot, fondateur de l’hebdomadaire Sept. Il rédige la plupart des éditoriaux de cet organe de presse qui donne un point de vue chrétien sur l'actualité et tente de dissocier le catholicisme du conservatisme et du nationalisme, s'attirant les foudres des droites et de l'Action française. À la disparition du titre, il devient rédacteur en chef de l'hebdomadaire Temps Présent, carrefour de l'intelligentsia catholique. Il y collabore avec François Mauriac, Stanislas Fumet et Jacques Maritain. En 1938, il renonce à une carrière parisienne pour prendre la succession de Marius Gonin, récemment disparu, comme directeur de la Chronique sociale de France. Il modernise la revue de la vieille maison lyonnaise, qui devient sous sa direction un organe de résistance spirituelle aux thèses racistes et antisémites propagées par les puissances fascistes.
Vient la guerre. Fait prisonnier en 1940, Folliet est libéré deux ans plus tard pour raisons de santé. Il rejoint alors la Résistance, participant à la diffusion de Témoignage chrétien et s'engageant dans le réseau Mitterrand des prisonniers de guerre.
À la libération, il fonde l'hebdomadaire La Vie catholique illustrée avec Georges Hourdin et coopère activement à la naissance du mouvement Pax Christi dont il sera vice-président. Pendant la guerre d'Algérie, il milite pour le respect de la personne humaine et dénonce la torture. En 1962, il est nommé expert auprès du IIe concile œcuménique du Vatican. En 1968, il peut enfin réaliser son souhait de devenir prêtre et reçoit l'ordination sacerdotale des mains de Mgr Alfred Ancel, supérieur de l'Institut du Prado auquel il appartiendra jusqu'à la fin de sa vie.
Sociologue, essayiste, poète, parolier, Folliet est l'auteur de 65 ouvrages dont son autobiographie Le Ferme propos, publiée en 1958.
Une citation qui l'a rendu célèbre est sa phrase : "Bienheureux celui qui sait rire de lui-même, il n'a pas fini de s'amuser." (On trouve aussi très souvent la formulation: "Heureux celui qui a appris à rire de lui-même, il n'a pas fini de s'amuser".)

## Sélection de son œuvre
- Le Droit de colonisation : étude de morale sociale et internationale, Lyon, G. Neveu, 1932.
- Le Travail forcé aux colonies, Paris, Éditions du Cerf, 1934.
- Le Mystère de Saint François et de son compagnon : drame chrétien et moderne, Paris, Spes, 1934.
- La Spiritualité de la route, Paris, Bloud et Gay, 192p, 1936 (réédité en 1942, 1947).
- Morale sociale, Paris, Bloud et Gay, 1937.
- Au jardin de chez nous avec César Geoffray[4], publié dans  Jeunesse !... Recueil des chants de l'A.C.J.F, Folliet Joseph, 1937
- Hymne à la joie, Nevers : les Moissonneurs nivernais, 1943[5], version des paroles connue des scouts[6]
- Les chants du soleil noir : poèmes de guerre et de captivité, Paris, Éditions du temps présent, 1945.
- Les Chrétiens au carrefour, Lyon, La Chronique sociale, 1947.
- Les Chrétiens au carrefour, tome 2, Présence de l'Église, Lyon, La Chronique sociale, 1949.
- L’Avènement de Prométhée : essai de sociologie de notre temps, Lyon, La Chronique sociale, 1950.
- La Joyeuse Philosophie des gones, Lyon, La Chronique sociale, 1954 (réédition en 1998)
- Guerre et Paix en Algérie : réflexions d'un homme libre, Lyon, La Chronique sociale, 1958.
- Le Ferme Propos : Ad usum privatum pro amicis meis, Lyon, La Chronique sociale, 1958.
- Le père Rémillieux, curé de Notre-Dame Saint-Alban le petit prêtre qui avait vaincu l'argent, 1962, prix Juteau-Duvigneaux de l’Académie française en 1963.
- Adam et Ève : humanisme et sexualité, Lyon, La Chronique sociale, 1965.
- Invitation à la Joie, Paris, Le Centurion, 1968.
- Les Chrétiens au carrefour, tome 3, Le temps de l'angoisse et de la recherche, Lyon, La Chronique sociale, 1971.
- Le Soleil du soir : vieillir en beauté, Paris, Le Centurion, 1972.

### Études universitaires et témoignages
- Jean Barbier, Joseph Folliet : 1903-1972, Paris, Éditions SOS, 1982.
- Antoine Deléry, Joseph Folliet (1903-1972). Parcours d’un militant catholique, Paris, Éditions du Cerf, 484 p., 2005.
- André Soutenon, Agir avec Joseph Folliet, Lyon, La Chronique sociale, 122 p., 2004.
- Pierre Tillet, Joseph Folliet notre ami : compagnon de Saint-François 1927, successeur de Marius Gonin à la Chronique sociale de France 1937, prêtre du Prado 19 mars 1968, Lyon, La Chronique sociale, 1973.
- Jean-François Duchamp, Folliet Joseph (1903-1972), in Dominique Saint-Pierre (dir.), Dictionnaire historique des académiciens de Lyon 1700-2016, Lyon : Éditions de l'Académie (4, avenue Adolphe Max, 69005 Lyon), 2017 ,  p. 525-529  (ISBN 978-2-9559433-0-4).